# Fanti (singel)
Fanti – drugi singel zespołu Gedeon Jerubbaal, wydany przez firmę Tonpress w 1986 roku.

## Lista utworów
1. Fanti
2. Senne terytoria